# 大分県立芸術緑丘高等学校
大分県立芸術緑丘高等学校（おおいたけんりつ げいじゅつみどりがおかこうとうがっこう）は、大分県大分市上野丘東にある音楽・美術の専門教育を目的とする高等学校。

## 概要
歴史
1948年（昭和23年）4月の学制改革により発足した「大分県立別府第二高等学校」を前身とする。当初より音楽・芸術の専門教育を目的に設立された。校舎は開校当初別府市にあったが、1980年（昭和55年）に現校地の大分市に移転。1965年（昭和40年）4月から2005年（平成17年）3月までの40年間は大分県立芸術文化短期大学の附属高校であった。2008年（平成20年）に創立60周年をむかえた。
美術科と音楽科のみの公立高校。
設置課程・学科
全日制課程 2学科
- 音楽科 6専攻
  - 声楽専攻
  - ピアノ専攻
  - 弦楽器専攻
  - 管楽器専攻
  - 打楽器専攻
  - 音楽総合　専攻

- 美術科 4専攻
  - 日本画専攻
  - 油絵専攻
  - 彫刻専攻
  - デザイン専攻

校訓
「自律・恕思（じょし）・創造」
卒業後の進路
東京藝大・京都市立芸大・愛知県立芸大・国立音大・桐朋学園大・武蔵野音大・多摩美大・武蔵野美大・東京造形大などの芸術系大学や大分大学などの四年制大学が約40%、大分県立芸術文化短期大学をはじめとする短期大学が約50%を占める。

## 沿革
- 1948年（昭和23年）4月1日 - 学制改革（六・三・三制の実施）により、別府市に「大分県立別府第二高等学校[3]」（新制高等学校）が開校。
  - 音楽・芸術・外国語の専門教育を目的としていた。
- 1949年（昭和24年）4月1日 - 商業課程と家庭課程を設置。
- 1951年（昭和26年）
  - 3月31日 - 外国語課程を廃止。
  - 4月1日 - 「大分県立別府緑丘高等学校」と改称。
- 1959年（昭和34年）4月1日 - 音楽課程・美術課程の専攻科を設置。
- 1960年（昭和35年）3月31日 - 家庭課程を廃止。
- 1961年（昭和36年）
  - 3月31日 - 商業課程を廃止。
  - 4月1日 - 大分県立芸術短期大学が開校し、専攻科を移管。
- 1965年（昭和40年）4月1日 - 移管により、「大分県立芸術短期大学付属緑丘高等学校」と改称。
- 1980年（昭和55年）12月 - 大分市（現校地）に移転。
- 1992年（平成4年）4月1日 - 「大分県立芸術文化短期大学附属緑丘高等学校」と改称。
- 2005年（平成17年）4月1日 - 「大分県立芸術緑丘高等学校」（現校名）に改称。

## 著名な出身者
- 立川清登 - バリトン歌手[4]
- 河村英文 - プロ野球選手（1952年卒）[5][4]
- 稲尾和久 - プロ野球選手（1956年卒）[6][4]
- 大塚博堂 - シンガーソングライター（1963年卒）[7]
- 松下芳夫 - プロ野球選手（1964年卒）
- 錦野旦 - 歌手[8]
- 惣領冬実 - 漫画家（1977年卒）
- 佐藤美枝子 - ソプラノ歌手[9]
- リリー・フランキー - イラストレーター・エッセイスト（1982年卒）[10]
- 石山東吉 - 漫画家
- 池永康晟 - 日本画家（1984年卒）[11]
- 堀貴秀 - 映像作家、アニメーション監督（1990年卒）
- 蓮城まこと - 元宝塚歌劇団雪組男役[12]
- SIX LOUNGE - 日本の3人組ロックバンド